# The Last Round-Up
The Last Round-Up (Brasil: O Último Assalto) é um filme norte-americano de 1934, do gênero faroeste, com roteiro de Randolph Scott (que também atua) baseado no romance The Border Legion, de Zane Grey.

## Sinopse
Jim Cleve é um dos voluntários que protege a fronteira com o México em nome dos colonos. Jack Kells é o líder de uma quadrilha que se sacrifica para que Cleve e sua noiva Joan tenham um futuro mais róseo.

## Elenco
| Ator/Atriz        | Personagem     |
| ----------------- | -------------- |
| Randolph Scott    | Jim Cleve      |
| Barbara Fritchie  | Joan Randall   |
| Monte Blue        | Jack Kells     |
| Fred Kohler       | Sam Gulden     |
| Fuzzy Knight      | Bunko McGee    |
| Richard Carle     | Juiz Savin     |
| Barton MacLane    | Charley Benson |
| Charles Middleton | Xerife         |
| Frank Rice        | Shrimp         |
| Dick Rush         | Rush           |
| Buck Connors      | Tracy          |